# Ugolino de' Rossi (XIII secolo)

Stemma dei Rossi di Parma.

Ugolino de' Rossi (1255 circa – dopo il 1307) è stato un condottiero italiano e podestà di Modena, Firenze, Lucca, Perugia, Milano, Spoleto.

## Biografia
Figlio di Giacomo de' Rossi e nipote di Bernardo de' Rossi, fu uomo d'armi e condottiero di parte guelfa, seguendo le orme del nonno e del padre.
Nel 1278 fu capitano del popolo di Reggio Emilia, in seguito esercitò la carica di podestà di parte guelfa di svariate città italiane: fu podestà di Lucca nel 1282, di Perugia nel 1283, di Milano nel 1285, di Modena nel 1286 e di Bologna nel 1287.
Nel 1289 fu eletto podestà di Firenze e con tale carica partecipò alla battaglia di Campaldino. Nella pugna, i guelfi fiorentini, fra le cui file militava in qualità di feditore anche Dante Alighieri, sbaragliarono  i ghibellini di Arezzo
Per il ruolo svolto nella battaglia gli fu concesso l'onore di entrare in Firenze con il pallio di drappo d'oro sopra il capo Nel 1295, mentre era in carica come podestà di Lucca al secondo mandato, venne convocato da papa Bonifacio VIII che gli concesse il titolo di senatore di Roma.
Nel 1298 fu podestà di Orvieto, nel 1302 di Lucca una terza volta, quindi esercitò la podesteria a Perugia nel 1303 mentre nel 1304 fu richiamato ad Orvieto per tornare poi nuovamente a Perugia. Nel 1305 Ugolino fu nominato reggente della gran corte vicaria di Napoli da Carlo II d'Angiò. Dopo il 1307 non si hanno più notizie di lui.
Alle imprese di Ugolino, Troilo II volle dedicare un affresco nella Sala delle Gesta Rossiane della Rocca dei Rossi di San Secondo Parmense:
- Ugolino viene ritratto mentre entra in Firenze coperto con il palio di drappo d'oro sopra il capo dopo aver sconfitto gli aretini a Campaldino e aver espugnato 42 castelli

## Discendenza
Dalla moglie Elena Cavalcabò sposata nel 1282, Ugolino ebbe almeno cinque figli:
- Bernardo (dal cui figlio Ugolino nacquero due figlie estinguendo di fatto il ramo del casato);
- Stefano da cui deriva il ramo dei Rossi di Perugia estinti nel 1794;[1]
- Buoso, canonico della cattedrale;
- Rosso, podestà di varie città italiane;
- Andreasio, podestà di varie città italiane.

La linea dinastica principale della famiglia Rossi sarebbe continuata da Ugolino. Tuttavia, il figlio primogenito di quest’ultimo, Bernardo, generò un solo erede maschio, anch’egli di nome Ugolino, il quale a sua volta ebbe soltanto due figlie, Gubitosa ed Eleonora. Al fine di rafforzare il legame con il ramo cadetto della famiglia, discendente da Guglielmo, fratello di Ugolino, Eleonora venne data in sposa a Bertrando Juniore, pronipote dello stesso Guglielmo.